# 2601 Bologna
2601 Bologna (1980 XA) là một tiểu hành tinh vành đai chính được phát hiện ngày 8 tháng 12 năm 1980 bởi Osservatorio San Vittore ở Bologna.